# Karl Freudenberg (Politiker)
Johann Albert Karl Freudenberg (* 17. Februar 1876 in Höxter; † 31. Januar 1956 in Bonn-Beuel) war ein deutscher Politiker und Oberbürgermeister der Stadt Hörde.

## Leben
Karl Freudenberg vollzog in den Jahren 1890 bis 1897 eine praktische und theoretische Ausbildung im Bau- und Kunstgewerbe und besuchte dabei die Technische Hochschule Charlottenburg, das Hygiene-Institut Berlin, die Staatliche Akademie für Kunst und Kunstgewerbe Breslau und die Universität Breslau.
Zum 1. April 1897 wurde er Leiter des Stadtbauamtes in Höxter. Er wechselte den Beruf und wurde 1906 Fachlehrer an der gewerblichen Berufsschule in Breslau und später Direktor der gewerblichen Berufsschule in Stettin. Seine Wahl zum Beigeordneten in Neubrandenburg fiel in das Jahr 1920. Zwei Jahre später war er Beigeordneter in Hörde. Von Januar 1923 bis März 1928 war Freudenberg Oberbürgermeister von Hörde. Er verlor dieses Amt, weil Hörde 1928 nach Dortmund eingemeindet wurde und damit aufhörte, als selbständige Stadt zu existieren. Über Freudenbergs weiteren Lebensweg gibt die Quellenlage keinen Aufschluss.